# Duff Gibson
Duff Gibson (n. 11 august 1966, Vaughan⁠(d), Ontario, Canada) este un sportiv ce a reprezentat Canada, medaliat olimpic. A participat la 2 ediții ale Jocurilor Olimpice (2002, 2006) în care a câștigat o medalie de aur.